# Мандершайд (Бернкастель-Віттліх)
Мандершайд (нім. Manderscheid) — місто в Німеччині, розташоване в землі Рейнланд-Пфальц. Входить до складу району Бернкастель-Віттліх. Складова частина об'єднання громад Віттліх-Ланд.
Площа — 10,06 км2. Населення становить 1416 ос. (станом на 31 грудня 2020).

## Галерея

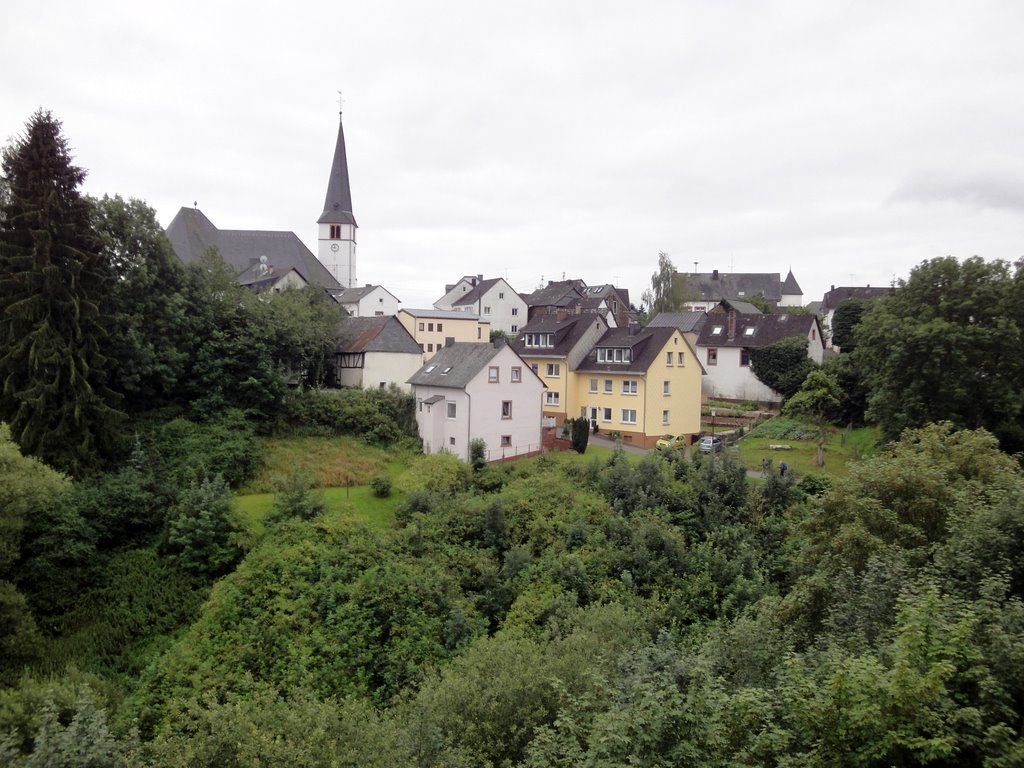
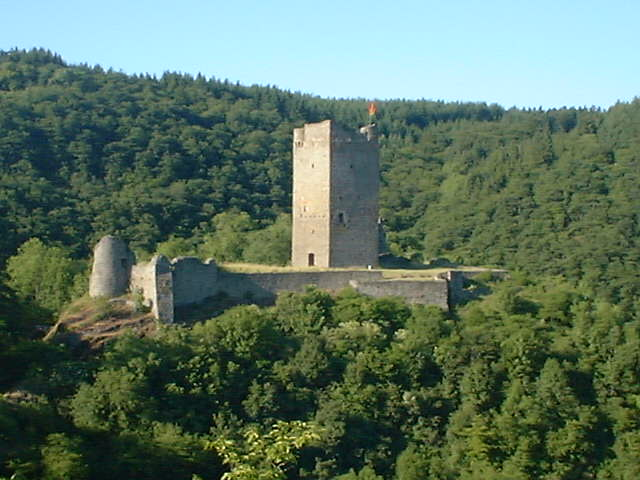
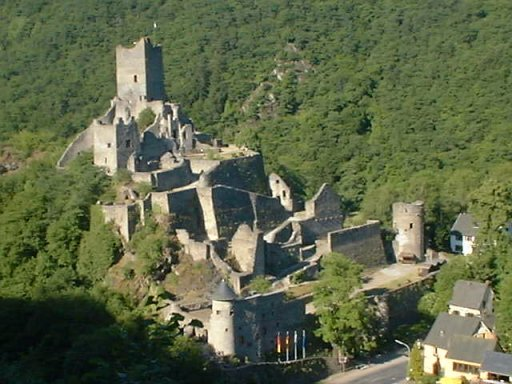
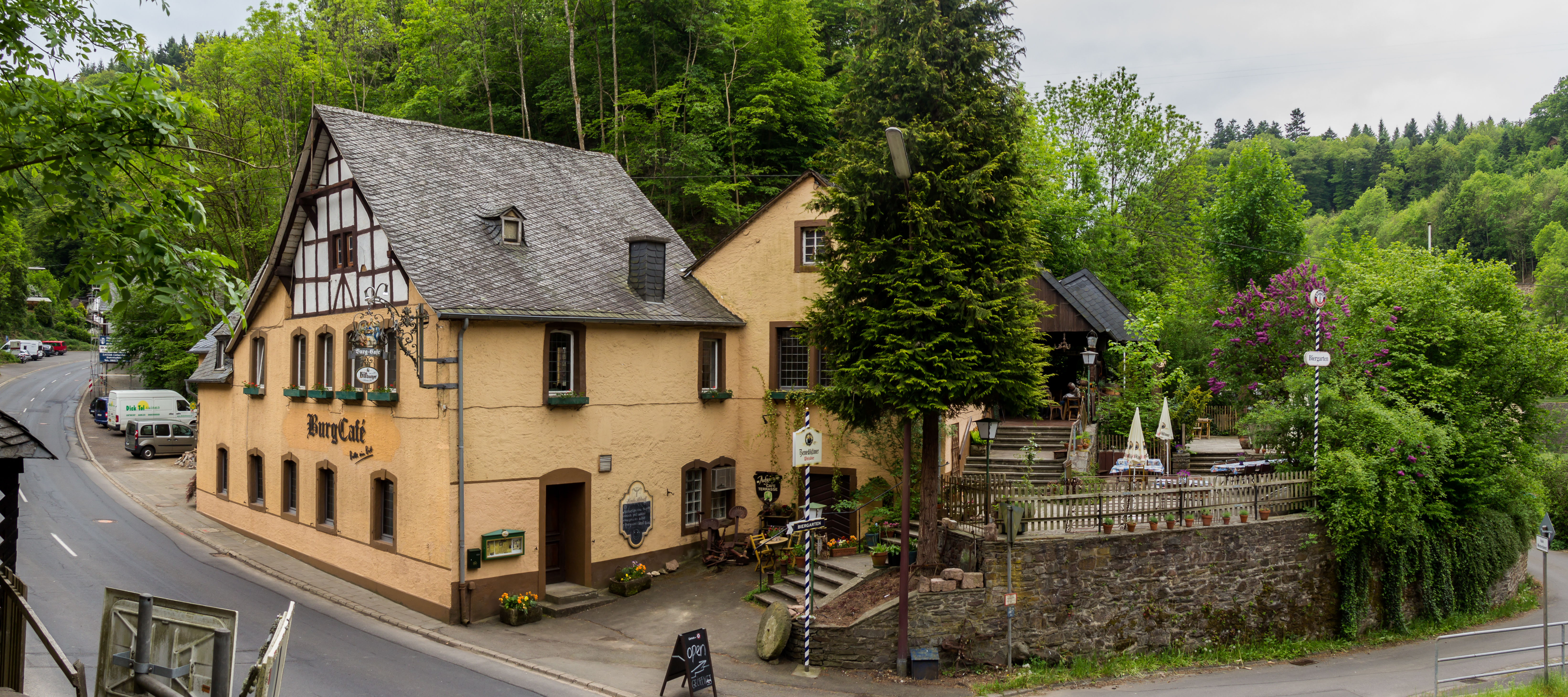